# Mars 2015
Le mois de mars 2015 est le 3e mois de l'année 2015.

## Évènements
- 1er mars :
  - élections législatives en Andorre ;
  - élections législatives en Estonie ;
  - élections législatives au Tadjikistan.
- 3 mars : élections législatives aux États fédérés de Micronésie.
- 3 au 15 mars : Championnats du monde de biathlon 2015.
- 4 mars : en France, annonce de la découverte d'un complexe funéraire de l'âge du fer à Lavau (Aube).
- 5 mars :
  - en Irak, l'État islamique détruit au bulldozer les ruines de Nimroud, capitale de l’Assyrie entre 879 et 613 av. J.-C. ;
  - l'opposant tadjik Oumaral Kouvvatov est assassiné par balles en pleine rue dans le district de Fatih à Istanbul en Turquie.
- 6 mars : la sonde spatiale Dawn de la NASA se place en orbite autour de la planète naine Cérès.
- 7 mars :
  - une fusillade dans un bar de Bamako au Mali ;
  - une série de trois attentats sont perpétrés à Maiduguri au Nigeria ;
  - deux jours après avoir détruit les vestiges assyriens de Nimroud, l'État islamique rase aux explosifs et au bulldozer les ruines antiques de la cité parthe de Hatra.
- 9 mars : 
  - l'avion solaire Solar Impulse 2 décolle d'Abou Dabi pour un « tour du monde sans carburant » ;
  - deux hélicoptères se percutent en plein vol à proximité de Villa Castelli en Argentine pendant le tournage de la version française de l'émission Dropped.
- 10 mars : impliqués dans un scandale de corruption, les dirigeants du ministère néerlandais de la Justice, Fred Teeven et Ivo Opstelten, démissionnent.
- 12 mars : l'Islande retire officiellement sa candidature à l'Union européenne, qui a été déposée en 2009 et qui est gelée depuis 2013.
- 14 mars : le Vanuatu est balayé par le cyclone Pam.
- 15 mars : départ, au port de Bordeaux, de l'expédition Race for water.
- 17 mars :
  - élections législatives en Israël.
- 18 mars :
  - en Tunisie, attaque du musée du Bardo.
  - l'ancien ministre uruguayen des Affaires étrangères Luis Almagro est élu secrétaire général de l'Organisation des États américains ;
  - élections provinciales aux Pays-Bas.
- 20 mars :
  - Daech diffuse une diffuse une vidéo de six minutes montrant l'exécution par décapitation de trois combattants peshmergas kurdes dans le nord de l'Irak et menace d'en exécuter « des dizaines » de plus[1] ;
  - au Yémen une série de quatre attentats-suicides, revendiqués par Daech[2], sont perpétrés simultanément contre deux mosquées contrôlées par les milices chiites houthis à Sanaa et à Sa'dah tuant 142 personnes et en blessant 345 autres ;
  - une double-attaque de Daech contre des célébrations du Norouz (nouvel an kurde) à Hassaké, cause la mort de 45 personnes, parmi lesquelles 5 enfants[3] ;
  - 82 membres des forces du régime de Bachar el-Assad et des supplétifs sont tués dans les gouvernorats de Homs et de Hama par des attaques de Daech[3] ;
  - 10 personnes (dont cinq membres de la nouvelle police militarisée du Mexique, ou gendarmerie) sont tuées dans une embuscade à Ocotlan dans l'État de Jalisco, sans qu'aucun des assaillants ne soit appréhendé[4] ;
  - un accident de train dans l'Uttar Pradesh (Inde) fait au moins 58 morts et 150 blessés ;
  - un Beechcraft B-90 de la compagnie aérienne privée argentine Aviatjet SA s'écrase dans la lagune del Sauce, tuant 10 personnes ;
  - éclipse solaire totale visible depuis les Îles Féroé et le Spitzberg ;
- 21 mars : 
  - le Premier ministre sortant namibien Hage Geingob, élu en novembre 2014 à la présidence de la République entre en fonction, succédant à Hifikepunye Pohamba ;
  - le président de la Sierra Leone, Ernest Bai Koroma, annonce le confinement de toute la population du pays du 27 au 29 mars afin d'endiguer l'épidémie d'Ebola.
- 22 et 29 mars : élections départementales en France.
- 24 mars : 
  - après avoir verrouillé la porte du cockpit pendant que le commandant de bord effectuait sa pause-pipi, le copilote Andreas Lubitz fait volontairement s'écraser, sur le Massif des Trois-Évêchés dans les Alpes-de-Haute-Provence, l'Airbus A320-211 assurant le vol 9525 Germanwings entre Barcelone en Espagne et Düsseldorf en Allemagne. Il n'y a aucun survivant parmi les 150 occupants de l'appareil.
  - Record de chaleur à la base Esperanza en Antarctique, avec 17,5 °C, il s'agit de la température la plus chaude jamais enregistrée sur le continent[5]. Ce record sera battu 5 ans plus tard, le 6 février 2020, avec une température de 18,3 °C enregistrée à... la base Esperanza[6].
- 27 mars : les mathématiciens américains John Forbes Nash et Louis Nirenberg reçoivent le prix Abel pour leurs travaux sur les équations aux dérivées partielles.
- 28 mars : au Nigéria, élection présidentielle remportée par Muhammadu Buhari et élections législatives.
- 29 mars :
  - élection présidentielle en Ouzbékistan, Islom Karimov est réélu ;
  - au Canada, le Vol 624 Air Canada rate son atterrissage à l'aéroport international Stanfield d'Halifax.
- 30 mars : au Pérou, le Congrès adopte une motion de censure contre la présidente du Conseil des ministres Ana Jara et son gouvernement par 72 voix contre 42.
- 31 mars : élections législatives aux Tuvalu.